# 科學技術發展基金
科學技術發展基金（葡文縮寫：FDCT），旨在配合澳門特別行政區的科技政策的目標，對相關的教育、研究及項目的發展提供資助。另外，科學技術發展基金擁有管理澳門輕軌系統的合資公司（澳門輕軌股份有限公司）1%股權。原屬於行政長官監督，2021年2月1日起改由經濟財政司監督。

## 組織法例
- 第14/2004號行政法規（2004年5月10日《澳門特別行政區公報》）設立科學技術發展基金。
- 第1/2005號行政命令（2005年1月10日《澳門特別行政區公報》）核准科學技術發展基金的標誌。
- 第235/2018號行政長官批示（2018年10月3日《澳門特別行政區公報》）核准“科學技術發展基金”的《資助批給規章》。

## 運作
科學技術發展基金由三個機關組成，分別是：信託委員會、行政委員會以及監事會。同時，科學技術發展基金按實際需要，可設立具技術輔助性質的附屬單位；附屬單位的設立、組成及運作，經行政委員會建議，由信託委員會通過的內部規章規範。

## 成員

### 信託委員會
- 主席：經濟財政司司長戴建業
- 委員：馬志剛、何敬豐、馮文敬、阮家榮、唐嘉樂、蔡智明、江朝暉、嚴肇基

### 監事會
- 主席：何美華
- 委員：邱庭彪、譚麗霞

### 行政委員會
- 主席：余雨生
- 委員：鄭冠偉、葉桂林

## 行政委員會
行政委員會由三名成員組成，其中一名成員任主席。成員任期為兩年，可以連任，不得兼任信託委員會成員。

### 職權
行政委員會在管理科學技術發展基金時擁有以下職權：
- 訂定“科學技術發展基金”內部組織和通過有關運作規定，尤其關於人員及其報酬的規定；
- 向信託委員會建議設立技術輔助的附屬單位和通過該等單位的內部規章；
- 作出管理“科學技術發展基金”財產所需或適當的一切管理行為和許可基金運作所需的開支；
- 批准金額不超過＄500,000.00（澳門幣伍拾萬元）的資助；
- 與所進行的活動符合“科學技術發展基金”宗旨的本地或外地的、性質類同的實體訂立合作及交流協議；
- 取得或以任何方式轉讓權利、動產或不動產，或以任何方式對該等權利、動產或不動產設定負擔；如屬不動產的取得、轉讓或設定負擔的情況，須事先獲信託委員會許可；
- 編製年度計劃、預算及補充預算，並提交信託委員會通過；
- 編製工作及財務報告，並提交信託委員會通過；
- 每三個月編製一份活動報告呈交信託委員會；
- 根據第五條第二款（三）項的規定，經信託委員會許可，協商和訂立借貸合同，以及提供擔保；
- 按照信託委員會的指引，在澳門特別行政區或外地投資，使“科學技術發展基金”的資產增值，並使其發揮最大效益；
- 設立和管理會計監管制度，並保證有關會計帳目能適時、準確、全面地反映“科學技術發展基金”的財產及財政狀況；
- 委託受任人或受權人，並向其授予必需的權力；
- 在法庭內外代表“科學技術發展基金”；經信託委員會許可，提出訴訟、和解、撤回訴訟、捨棄請求或接受仲裁；
- 向信託委員會建議修改本章程。

另外，日常管理行為屬行政委員會主席的職權，主席可將該職權授予任一成員。行政委員會可將第一款規定的全部或部分職權授予其任何成員，但須在會議紀錄內訂定行使該授權的限制及條件，尤其關於是否可將權力轉授的情況。

## 信托委員會
信託委員會由七名至十一名成員組成，主席由行政長官擔任，其餘成員由行政長官從在科技及創新領域被公認具卓越成就、聲望和能力的澳門居民中委任。

### 職權
信托委員會在管理科學技術發展基金時擁有以下職權：
- 確保“科學技術發展基金”的宗旨得以貫徹，以及訂定在運作、投資政策及達至基金宗旨等方面的總方針；
- 通過信託委員會內部規章；
- 審議將呈交監督實體核准的活動計劃的建議、年度預算、補充預算，以及預算的修正及修改；
- 審議將呈交監督實體核准的管理帳目；
- 向行政長官建議修改《科學技術發展基金章程》，以及對“科學技術發展基金”進行組織變更或撤銷該基金；
- 委任在澳門特別行政區註冊的核數師或核數公司審核“科學技術發展基金”的年度財政狀況；
- 接收行政委員會每三個月提交的活動報告及相關資料，並對其運作及活動發出指引；
- 許可接受遺贈、遺產、捐贈或贈與；
- 許可取得不動產、轉讓屬“科學技術發展基金”財產的不動產或對其設定負擔；
- 批准超過＄500,000.00（澳門幣伍拾萬元）的資助，但不影響第十五條第三款規定的適用；
- 通過技術輔助附屬單位的設立及該等單位的內部規章；
- 對行政委員會或監事會向其提出的一切事宜發表意見。

另外，上款（五）項所規定事項的決議，須得到信託委員會三分之二成員投票贊成，方獲通過。信託委員會可將第一款（六）項及（七）項規定的職權授予信託委員會主席。